# أليستير أوفيريم
أليستير سيس أوفيريم (بالألمانية: Alistair Cees Overeem؛ مواليد 17 مايو 1980) هو مُقاتل فنون قتالية مختلطة وملاكم كيك بوكسينغ هولندي محترف سابق. وهو بطل سابق للوزن الثقيل في القوة الضاربة، وبطل دريم للوزن الثقيل، وبطل جائزة كيه-1 الكبرى العالمية، وكان أول مقاتل يحمل ألقابًا عالمية في فنون القتال المختلطة وكيه-1 في نفس الوقت. أوفيريم هو أيضًا منافس لمرة واحدة على لقب بطولة يو إف سي للوزن الثقيل.

## فنون القتال المختلطة
خاض أوفيريم أول قتال احترافي له في الفنون القتالية المختلطة عندما كان يبلغ من العمر 19 عامًا، حيث هزم ريكاردو فييت بالإخضاع في 24 أكتوبر 1999 في حدث إنه وقت العرض، وهو الحدث الأول للمنظمة الترويجية التي تحمل نفس الاسم.

### الظهور الأول في القوة الضاربة
في 9 يونيو 2006، سافر أوفيريم إلى سان خوسيه، كاليفورنيا، ليفوز بنزال العودة مع فيتور بلفور بقرار الحكام في حدث القوة الضاربة: الانتقام.

### يو إف سي (2011–2021)
بعد الكثير من التكهنات، أُعلن في 6 سبتمبر 2011 أن أوفيريم قد وقع عقدًا مع يو إف سي، وأن قتاله الأول سيكون ضد بطل يو إف سي للوزن الثقيل السابق بروك ليسنر في 30 ديسمبر 2011 في يو إف سي 141.
كانت الفترة التي سبقت القتال مليئة بالجدل. في نوفمبر 2011، طُلب من كلا المنافسين من قبل لجنة ولاية نيفادا الرياضية الالتزام باختبارات المنشطات خارج المنافسة. قام ليسنر بتسليم عينته في 21 نوفمبر، بينما قام أوفيريم بتسليم عينته في 23 نوفمبر. لكن العينة لم تستوف معايير اللجنة. قدم أوفيريم اختبارًا ثانيًا من خلال طبيبه الشخصي – والذي اعتبر أيضًا غير مقبول – قبل السفر خارج البلاد. حصل أوفيريم في النهاية على ترخيص مشروط للقتال من قبل اللجنة خلال اجتماع عقد في 12 ديسمبر 2011.
في 30 ديسمبر 2011، في يو إف سي 141، ظهر أوفيريم لأول مرة في يو إف سي في الحدث الرئيسي ضد بروك ليسنر. أوفيريم أصاب ليسنر عدة مرات في وقت مبكر بركبتيه على جسده، واستمر في إنهاء القتال بركلة في الكبد واللكمات اللاحقة في الدقيقة 2:26 من الجولة الأولى. أكسبه الفوز القتال على لقب الوزن الثقيل ضد البطل جونیور دوس سانتوس.

## النشأة
أوفيريم لديه ابنة، ولدت في 17 أكتوبر 2006. أوفيريم وخطيبته الحالية لديهما ابنتان (ولدتا في 27 فبراير 2016 وأغسطس 2017).
تم استعباد الجد الأكبر لأوفيريم في جزيرة جامايكا. أصبح رجلاً حراً واشترى قطعة أرض كبيرة وأقام عليها قرية، والتي نجت وازدهرت حتى يومنا هذا. والدته الهولندية هي من نسل الملك فيليم الثالث ملك هولندا من خلال أحد أبنائه غير الشرعيين.
أوفيريم له ظهور كاميو في الفيديو الموسيقي لأغنية إل إم إف أي أو المنفردة (بالإنجليزية: Sexy and I Know It).

## البطولات والإنجازات

### كيك بوكسينغ
- كيه-1
  - جائزة كيه-1 الكبرى العالمية 2009 (المركز الثالث)
  - جائزة كيه-1 الكبرى العالمية 2010 (البطل)

### فنون القتال المختلطة
- يو إف سي
  - أداء الليلة (مرة واحدة) ضد أندراي أرلوفسكي
  - قتال الليلة (مرة واحدة) ضد ستيبي ميوتيتش
  - بالشراكة مع (أندراي أرلوفسكي وكين فيلاسكيز) ثاني أكبر عدد من الضربات القاضية في تاريخ فئة الوزن الثقيل في يو إف سي (10)[13]
- القوة الضاربة
  - بطولة القوة الضاربة للوزن الثقيل (مرة واحدة؛ الأول؛ الأخير؛ الوحيد)
  - دفاع واحد ناجح عن اللقب
- بطولة برايد فايتنغ
  - 2005 برايد - الدور نصف النهائي لجائزة الوزن المتوسط الكبرى
- دريم
  - بطولة دريم للوزن الثقيل (مرة واحدة؛ الأول؛ الأخير؛ الوحيد)
- 2 ساخن 2 مقبض
  - بطولة 2 ساخن 2 مقبض لوزن خفيف الثقيل (مرة واحدة)
  - الفائز ببطولة 2 ساخن 2 مقبض لوزن خفيف الثقيل
- جوائز فنون القتال المختلطة العالمية
  - المقاتل الدولي لعام 2010[14]
  - المقاتل الدولي لعام 2011[15]
- شيردوغ
  - كل العنف الفريق الثاني 2010[16]
  - كل العنف الفريق الثالث 2015[17]
- إم إم إيه دي إن إيه.إن إل
  - أفضل مقاتل هولندي لعام 2018[18]

### مصارعة إخضاع
- بطولة نادي أبوظبي القتالي العالمي لمصارعة الإخضاع
  - الفائز بتجارب بطولة نادي أبوظبي القتالي الأوروبية -98.9 كجم لعام 2005[19]

### السجلات
- المقاتل الوحيد الذي يحمل ثلاثة أحزمة بطولة في وقت واحد[20] (القوة الضاربة وكيه-1 ودريم)
- واحد من اثنين فقط من المقاتلين الذين فازوا ببطولة العالم في الفنون القتالية المختلطة وكيه-1[21]

## سجل فنون القتال المختلطة
| السجل المهني |        |          |
| 67 نزال      | 47 فوز | 19 خسارة |
| ضربة قاضية   | 25     | 15       |
| إخضاع        | 17     | 1        |
| قرار القضاة  | 5      | 3        |
| بدون قرار    | 1      | 1        |

| النتيجة | السجل     | الخصم                  | الطريقة                                            | الحدث                                                           | التاريخ        | الجولة | الوقت | المكان                                  | الملاحظات                                                                                        |
| ------- | --------- | ---------------------- | -------------------------------------------------- | --------------------------------------------------------------- | -------------- | ------ | ----- | --------------------------------------- | ------------------------------------------------------------------------------------------------ |
| خسر     | 47–19 (1) | ألكسندر فولكوف         | ضربة فنية قاضية (باللكمات)                         | يو إف سي ليلة القتال: أوفيرم ضد فولكوف                          | 6 فبراير 2021  | 2      | 2:06  | لاس فيغاس، نيفادا، الولايات المتحدة     |                                                                                                  |
| فاز     | 47–18 (1) | أوقستو ساكاي           | ضربة فنية قاضية (بالمرفقين واللكمات)               | يو إف سي ليلة القتال: أوفيريم ضد ساكاي                          | 5 سبتمبر 2020  | 5      | 0:26  | لاس فيغاس، نيفادا، الولايات المتحدة     |                                                                                                  |
| فاز     | 46–18 (1) | والت هاريس             | ضربة فنية قاضية (باللكمات)                         | يو إف سي على إي إس بي إن: أوفيريم ضد هاريس                      | 16 مايو 2020   | 2      | 3:00  | جاكسونفيل، فلوريدا، الولايات المتحدة    |                                                                                                  |
| خسر     | 45–18 (1) | جيرزينيو روزينسترويك   | ضربة قاضية (لكمة)                                  | يو إف سي على إي إس بي إن: أوفيريم ضد روزينسترويك                | 7 ديسمبر 2019  | 5      | 4:56  | واشنطن العاصمة، الولايات المتحدة        |                                                                                                  |
| فاز     | 45–17 (1) | أليكسي أولينيك         | ضربة فنية قاضية (باللكمات)                         | يو إف سي ليلة القتال: أوفيريم ضد أولينيك                        | 20 أبريل 2019  | 1      | 4:45  | سانت بطرسبرغ، روسيا                     |                                                                                                  |
| فاز     | 44–17 (1) | سيرجي بافلوفيتش        | ضربة فنية قاضية (باللكمات)                         | يو إف سي ليلة القتال: بلايدز ضد نغانو 2                         | 24 نوفمبر 2018 | 1      | 4:21  | بكين، الصين                             |                                                                                                  |
| خسر     | 43–17 (1) | كورتيس بلايدز          | ضربة فنية قاضية (بالمرفقين)                        | يو إف سي 225                                                    | 9 يونيو 2018   | 3      | 2:56  | شيكاغو، إلينوي، الولايات المتحدة        |                                                                                                  |
| خسر     | 43–16 (1) | فرانسيس نغانو          | ضربة قاضية (لكمة)                                  | يو إف سي 218                                                    | 2 ديسمبر 2017  | 1      | 1:42  | ديترويت، ميشيغان، الولايات المتحدة      | الفائز سيُقاتل على لقب بطولة يو إف سي للوزن الثقيل.                                               |
| فاز     | 43–15 (1) | فابريسيو ويردوم        | قرار الحكام (بالأغلبية)                            | يو إف سي 213                                                    | 8 يوليو 2017   | 3      | 5:00  | لاس فيغاس، نيفادا، الولايات المتحدة     |                                                                                                  |
| فاز     | 42–15 (1) | مارك هنت               | ضربة قاضية (ركبة)                                  | يو إف سي 209                                                    | 4 مارس 2017    | 3      | 1:44  | لاس فيغاس، نيفادا، الولايات المتحدة     |                                                                                                  |
| خسر     | 41–15 (1) | ستيبي ميوتيتش          | ضربة قاضية (باللكمات)                              | يو إف سي 203                                                    | 10 سبتمبر 2016 | 1      | 4:27  | كليفلاند، أوهايو، الولايات المتحدة      | على لقب بطولة يو إف سي للوزن الثقيل. قتال الليلة.                                                |
| فاز     | 41–14 (1) | أندراي أرلوفسكي        | ضربة فنية قاضية (ركلة ولكمات أمامية)               | يو إف سي ليلة القتال: أوفيريم ضد أرلوفسكي                       | 8 مايو 2016    | 2      | 1:12  | روتردام، هولندا                         | أداء الليلة.                                                                                     |
| فاز     | 40–14 (1) | جونیور دوس سانتوس      | ضربة فنية قاضية (باللكمات)                         | يو إف سي على فوكس: دوس أنجوس ضد كاوبوي 2                        | 19 ديسمبر 2015 | 2      | 4:43  | أورلاندو، فلوريدا، الولايات المتحدة     |                                                                                                  |
| فاز     | 39–14 (1) | روي نيلسون             | قرار الحكام (بالإجماع)                             | يو إف سي 185                                                    | 14 مارس 2015   | 3      | 5:00  | دالاس، تكساس، الولايات المتحدة          |                                                                                                  |
| فاز     | 38–14 (1) | ستيفان ستروف           | ضربة قاضية (باللكمات)                              | يو إف سي على فوكس: دوس سانتوس ضد ميوتيتش                        | 13 ديسمبر 2014 | 1      | 4:13  | فينيكس، أريزونا، الولايات المتحدة       |                                                                                                  |
| خسر     | 37–14 (1) | بان روثوال             | ضربة فنية قاضية (باللكمات)                         | يو إف سي ليلة القتال: جاكاري ضد موساوي                          | 5 سبتمبر 2014  | 1      | 2:19  | ماشانتوكيت، كونيتيكت، الولايات المتحدة  |                                                                                                  |
| فاز     | 37–13 (1) | فرانك مير              | قرار الحكام (بالإجماع)                             | يو إف سي 169                                                    | 1 فبراير 2014  | 3      | 5:00  | نيوآرك، نيو جيرسي، الولايات المتحدة     |                                                                                                  |
| خسر     | 36–13 (1) | ترافيس براون           | ضربة قاضية (ركلة ولكمات أمامية)                    | يو إف سي ليلة القتال: شوغون ضد سونين                            | 17 أغسطس 2013  | 1      | 4:08  | بوسطن، ماساتشوستس، الولايات المتحدة     |                                                                                                  |
| خسر     | 36–12 (1) | أنطونيو سيلفا          | ضربة قاضية (باللكمات)                              | يو إف سي 156                                                    | 2 فبراير 2013  | 3      | 0:25  | لاس فيغاس، نيفادا، الولايات المتحدة     |                                                                                                  |
| فاز     | 36–11 (1) | بروك ليسنر             | ضربة فنية قاضية (ركلة على الجسم واللكمات)          | يو إف سي 141                                                    | 30 ديسمبر 2011 | 1      | 2:26  | لاس فيغاس، نيفادا، الولايات المتحدة     |                                                                                                  |
| فاز     | 35–11 (1) | فابريسيو ويردوم        | قرار الحكام (بالإجماع)                             | القوة الضاربة: أوفيريم ضد ويردوم                                | 18 يونيو 2011  | 3      | 5:00  | دالاس، تكساس، الولايات المتحدة          | بطولة القوة الضاربة للوزن الثقيل في ربع نهائي الجائزة الكبرى. انسحب لاحقًا بسبب خلافات مع المروج. |
| فاز     | 34–11 (1) | تود دوفي               | ضربة قاضية (باللكمات)                              | ديناميت!! 2010                                                  | 31 ديسمبر 2010 | 1      | 0:19  | سايتاما، اليابان                        | فاز بلقب بطولة دريم للوزن الثقيل الافتتاحية.                                                     |
| فاز     | 33–11 (1) | بريت روجرز             | ضربة فنية قاضية (باللكمات)                         | القوة الضاربة: المدفعية الثقيلة                                 | 15 مايو 2010   | 1      | 3:40  | سانت لويس، ميزوري، الولايات المتحدة     | دافع عن لقب بطولة القوة الضاربة للوزن الثقيل.                                                    |
| فاز     | 32–11 (1) | كازويوكي فوجيتا        | ضربة قاضية (ركبة)                                  | ديناميت!! قوة الشجاعة 2009                                      | 31 ديسمبر 2009 | 1      | 1:15  | سايتاما، اليابان                        |                                                                                                  |
| فاز     | 31–11 (1) | جيمس تومسون            | إخضاع (خنق المقصلة)                                | دريم 12                                                         | 25 أكتوبر 2009 | 1      | 0:33  | أوساكا، اليابان                         |                                                                                                  |
| فاز     | 30–11 (1) | توني سيلفستر           | إخضاع (خنق المقصلة)                                | المجد النهائي 11: عقد من المعارك                                | 17 أكتوبر 2009 | 1      | 1:23  | أمستردام، هولندا                        |                                                                                                  |
| فاز     | 29–11 (1) | غاري جودريدج           | إخضاع (كيمورا)                                     | المجد النهائي 10: معركة آرنم                                    | 9 نوفمبر 2008  | 1      | 1:47  | آرنم، هولندا                            |                                                                                                  |
| ب.ف     | 28–11 (1) | ميركو كرو كوب          | بدون فائز (الركبة إلى الفخذ)                       | دريم 6: الجولة النهائية لسباق الجائزة الكبرى للوزن المتوسط 2008 | 23 سبتمبر 2008 | 1      | 6:09  | سايتاما، اليابان                        | قام أوفيريم بركب كرو كوب في الفخذ مرتين.                                                         |
| فاز     | 28–11     | مارك هنت (ملاكم)       | إخضاع (قفل المفتاح)                                | دريم 5: الجولة النهائية لسباق الجائزة الكبرى للوزن الخفيف 2008  | 21 يوليو 2008  | 1      | 1:11  | أوساكا، اليابان                         |                                                                                                  |
| فاز     | 27–11     | تاي هيون لي            | ضربة قاضية (باللكمات)                              | دريم 4: سباق الجائزة الكبرى للوزن المتوسط 2008 الجولة الثانية   | 15 يونيو 2008  | 1      | 0:36  | يوكوهاما، اليابان                       |                                                                                                  |
| فاز     | 26–11     | بول بوينتيلو           | ضربة فنية قاضية (خضوع بالركبتين للجسم)             | القوة الضاربة: يدخل أربعة رجال، وينجو رجل واحد                  | 16 نوفمبر 2007 | 2      | 3:42  | سان خوسيه، كاليفورنيا، الولايات المتحدة | فاز بلقب بطولة القوة الضاربة للوزن الثقيل الافتتاحية.                                            |
| خسر     | 25–11     | سيرجي خاريتونوف        | ضربة قاضية (لكمة)                                  | البطل 10: نهائي بطولة الوزن المتوسط                             | 17 سبتمبر 2007 | 1      | 4:21  | يوكوهاما، اليابان                       |                                                                                                  |
| فاز     | 25–10     | مايكل كناب             | إخضاع (ربطة العنق البيروفية)                       | كيه-1 سباق الجائزة الكبرى العالمي 2007 في أمستردام              | 23 يونيو 2007  | 1      | 3:29  | أمستردام، هولندا                        | العودة للوزن الثقيل.                                                                             |
| خسر     | 24–10     | موريسيو روا            | ضربة قاضية (باللكمات)                              | برايد 33                                                        | 24 فبراير 2007 | 1      | 3:37  | لاس فيغاس، نيفادا، الولايات المتحدة     |                                                                                                  |
| خسر     | 24–9      | ريكاردو أرونا          | ضربة فنية قاضية (خضوع للكمات)                      | برايد الصراع النهائي المطلق                                     | 10 سبتمبر 2006 | 1      | 4:28  | سايتاما، اليابان                        |                                                                                                  |
| خسر     | 24–8      | أنطونيو روجيريو نوغيرا | ضربة فنية قاضية (إيقاف الزاوية)                    | برايد العد التنازلي الحاسم المطلق                               | 1 يوليو 2006   | 2      | 2:13  | سايتاما، اليابان                        | العودة لوزن خفيف الثقيل.                                                                         |
| فاز     | 24–7      | فيتور بلفور            | قرار الحكام (بالإجماع)                             | القوة الضاربة: الانتقام                                         | 9 يونيو 2006   | 3      | 5:00  | سان خوسيه، كاليفورنيا، الولايات المتحدة | نزال في وزن غير محدد (210 رطل).                                                                  |
| خسر     | 23–7      | فابريسيو ويردوم        | إخضاع (كيمورا)                                     | برايد القضاء التام المطلق                                       | 5 مايو 2006    | 2      | 3:43  | أوساكا، اليابان                         | الجولة الافتتاحية لسباق جائزة برايد الكبرى للوزن الثقيل 2006.                                    |
| فاز     | 23–6      | نيكولايوس سيلكيناس     | إخضاع (شريط الذراع)                                | دبليو سي إف سي: لا شجاعة، لا مجد                                | 18 مارس 2006   | 1      | 1:42  | مانشستر، إنجلترا                        |                                                                                                  |
| فاز     | 22–6      | سيرجي خاريتونوف        | ضربة فنية قاضية (بالركبتين)                        | برايد 31                                                        | 26 فبراير 2006 | 1      | 5:13  | سايتاما، اليابان                        | أول ظهور في الوزن الثقيل.                                                                        |
| خسر     | 21–6      | موريسيو روا            | ضربة فنية قاضية (باللكمات)                         | برايد الصراع النهائي 2005                                       | 28 أغسطس 2005  | 1      | 6:42  | سايتاما، اليابان                        | نصف نهائي سباق جائزة برايد الكبرى للوزن المتوسط 2005.                                            |
| فاز     | 21–5      | إيغور فوفشانشين        | إخضاع (خنق المقصلة)                                | برايد العد التنازلي الحاسم 2005                                 | 26 يونيو 2005  | 1      | 1:20  | سايتاما، اليابان                        | ربع نهائي سباق جائزة برايد الكبرى للوزن المتوسط 2005.                                            |
| فاز     | 20–5      | فيتور بلفور            | إخضاع (خنق المقصلة)                                | برايد القضاء التام 2005                                         | 23 أبريل 2005  | 1      | 9:36  | أوساكا، اليابان                         | الجولة الافتتاحية لسباق جائزة برايد الكبرى للوزن المتوسط 2005.                                   |
| خسر     | 19–5      | أنطونيو روجيريو نوغيرا | قرار الحكام (بالإجماع)                             | برايد 29                                                        | 20 فبراير 2005 | 3      | 5:00  | سايتاما، اليابان                        |                                                                                                  |
| فاز     | 19–4      | هيروميتسو كانيهارا     | ضربة فنية قاضية (إيقاف الطبيب)                     | برايد 28                                                        | 31 أكتوبر 2004 | 2      | 3:52  | سايتاما، اليابان                        |                                                                                                  |
| فاز     | 18–4      | رودني جلندر            | إخضاع (خنق المقصلة)                                | 2 ساخت 2 مقبض                                                   | 10 أكتوبر 2004 | 1      | غ/م   | روتردام، هولندا                         | فاز ببطولة إتش2إتش2 للوزن الثقيل.                                                                |
| فاز     | 17–4      | توموهيكو هاشيموتو      | ضربة فنية قاضية (بالركبتين)                        | إينوكي بوم با يي 2003                                           | 31 ديسمبر 2003 | 1      | 0:36  | كوبه، اليابان                           |                                                                                                  |
| خسر     | 16–4      | تشاك ليدل              | ضربة قاضية (باللكمات)                              | برايد القضاء التام 2003                                         | 10 أغسطس 2003  | 1      | 3:09  | سايتاما، اليابان                        | ربع نهائي جائزة برايد الكبرى للوزن المتوسط 2003.                                                 |
| فاز     | 16–3      | مايك بنسيك             | ضربة فنية قاضية (الخضوع للركبة على الجسم واللكمات) | برايد 26                                                        | 8 يونيو 2003   | 1      | 3:44  | يوكوهاما، اليابان                       |                                                                                                  |
| فاز     | 15–3      | هارون برينك            | إخضاع (خنق المقصلة)                                | 2إتش2إتش 6: ببساطة الأفضل 6                                     | 16 مارس 2003   | 1      | 0:53  | روتردام، هولندا                         |                                                                                                  |
| فاز     | 14–3      | بازيجيت أتاجيف         | ضربة فنية قاضية (الركبة للجسم)                     | برايد 24                                                        | 23 ديسمبر 2002 | 2      | 4:59  | فوكوكا، اليابان                         |                                                                                                  |
| فاز     | 13–3      | ديف فيدر               | ضربة فنية قاضية (إيقاف الطبيب)                     | 2إتش2إتش 5: ببساطة الأفضل 5                                     | 13 أكتوبر 2002 | 2      | غ/م   | روتردام، هولندا                         | فاز ببطولة إتش2إتش2 لوزن خفيف الثقيل.                                                            |
| فاز     | 12–3      | مويس ريمبون            | إخضاع (خنق المقصلة)                                | 2إتش2إتش 5: ببساطة الأفضل 5                                     | 13 أكتوبر 2002 | 1      | 1:03  | روتردام، هولندا                         | نصف نهائي بطولة 2إتش2إتش لوزن خفيف الثقيل.                                                       |
| فاز     | 11–3      | يوسوكي إيمامورا        | ضربة فنية قاضية (بالركبة واللكمات)                 | برايد أفضل فول.2                                                | 20 يوليو 2002  | 1      | 0:44  | طوكيو، اليابان                          |                                                                                                  |
| فاز     | 10–3      | فيسا فوري              | ضربة فنية قاضية (باللكمات)                         | 2 مقبض ساخن 2: ألمانيا                                          | 26 مايو 2002   | 1      | 2:15  | كريفلد، ألمانيا                         |                                                                                                  |
| فاز     | 9–3       | سيرجي كازنوفسكي        | إخضاع (شريط الذراع)                                | إم-1 إم إف سي: روسيا ضد العالم 3                                | 26 أبريل 2002  | 1      | 3:37  | سانت بطرسبرغ، روسيا                     |                                                                                                  |
| فاز     | 8–3       | رومان زينتسوف          | إخضاع (قفل المفتاح)                                | 2إتش2إتش 4: ببساطة الأفضل 4                                     | 17 مارس 2002   | 1      | 1:26  | روتردام، هولندا                         |                                                                                                  |
| فاز     | 7–3       | ستانيسلاف نوشيك        | ضربة فنية قاضية (بالركبتين)                        | 2إتش2إتش 2: ببساطة الأفضل                                       | 18 مارس 2001   | 1      | 0:53  | روتردام، هولندا                         |                                                                                                  |
| فاز     | 6–3       | فلاديمير شانتوريا      | إخضاع (خنق خلفي عاري)                              | رينغز: نهائي ملك الملوك 2000                                    | 24 فبراير 2001 | 1      | 1:06  | طوكيو، اليابان                          |                                                                                                  |
| فاز     | 5–3       | بيتر فيرشورين          | إخضاع (قفل المفتاح)                                | إنه وقت العرض: إصدار عيد الميلاد                                | 12 ديسمبر 2000 | 1      | 1:06  | هارلم، هولندا                           |                                                                                                  |
| خسر     | 4–3       | بوبي هوفمان            | ضربة قاضية (لكمة)                                  | الخواتم: الألفية كومبين 2                                       | 15 يونيو 2000  | 1      | 9:39  | طوكيو، اليابان                          |                                                                                                  |
| خسر     | 4–2       | يوري كوتشكين           | قرار الحكام (بالانقسام)                            | رينغز روسيا: روسيا ضد العالم                                    | 20 مايو 2000   | 2      | 5:00  | يكاترينبورغ، روسيا                      |                                                                                                  |
| فاز     | 4–1       | ياسوشي ناميكاوا        | إخضاع (شريط الذراع)                                | الخواتم: الألفية كومبين 1                                       | 20 أبريل 2000  | 1      | 0:45  | طوكيو، اليابان                          |                                                                                                  |
| فاز     | 3–1       | كان شاهينباش           | ضربة قاضية (ركبة)                                  | 2 ساخن 2 مقبص 1                                                 | 5 مارس 2000    | 1      | 2:21  | روتردام، هولندا                         |                                                                                                  |
| فاز     | 2–1       | كريس واتس              | ضربة قاضية (بالركبة للجسم)                         | رينغز هولندا: لا يمكن أن يكون هناك سوى بطل واحد                 | 6 فبراير 2000  | 1      | 3:58  | أترخت، هولندا                           |                                                                                                  |
| خسر     | 1–1       | يوري كوتشكين           | قرار الحكام (بالأغلبية)                            | الخواتم: ملك الملوك 1999 بلوك أ                                 | 28 أكتوبر 1999 | 2      | 5:00  | طوكيو، اليابان                          |                                                                                                  |
| فاز     | 1–0       | ريكاردو فييت           | إخضاع (خنق المقصلة)                                | إنه وقت العرض: إنه وقت العرض                                    | 24 أكتوبر 1999 | 1      | 1:39  | هارلم، هولندا                           |                                                                                                  |

## نزالات الدفع مقابل المشاهدة
| #  | الحدث        | القتال             | التاريخ        | المكان                     | المدينة                             | المبلغ  |
| -- | ------------ | ------------------ | -------------- | -------------------------- | ----------------------------------- | ------- |
| 1. | يو إف سي 141 | ليسنر ضد أوفيريم   | 30 ديسمبر 2011 | إم جي إم جراند جاردن أرينا | لاس فيغاس، نيفادا، الولايات المتحدة | 750،000 |
| 2. | يو إف سي 203 | ميوتيتش ضد أوفيريم | 10 سبتمبر 2016 | صاروخ حقل الرهن العقاري    | كليفلاند، أوهايو، الولايات المتحدة  | 475،000 |

## وصلات خارجية
- الیستر اوفریم على موقع يو إف سي (الإنجليزية)
- الیستر اوفریم على موقع شيردوغ (الإنجليزية)
- الیستر اوفریم على موقع Tapology.com (الإنجليزية)
- الیستر اوفریم على موقع IMDb (الإنجليزية)